# Château d'Oultremont
Ne doit pas être confondu avec Château de Linkebeek.
Le château d'Oultremont est un château-ferme situé à Warnant-Dreye (une section de la commune de Villers-le-Bouillet). 

## Histoire
Au XVe siècle existait à cet endroit, désigné sous le nom Oultremont, une maison forte qui appartenait à la famille de Warnant. Au XVe siècle, un descendant de la branche dite de Ladrier s'installe au vieux château et prend le nom du lieu.

## Description

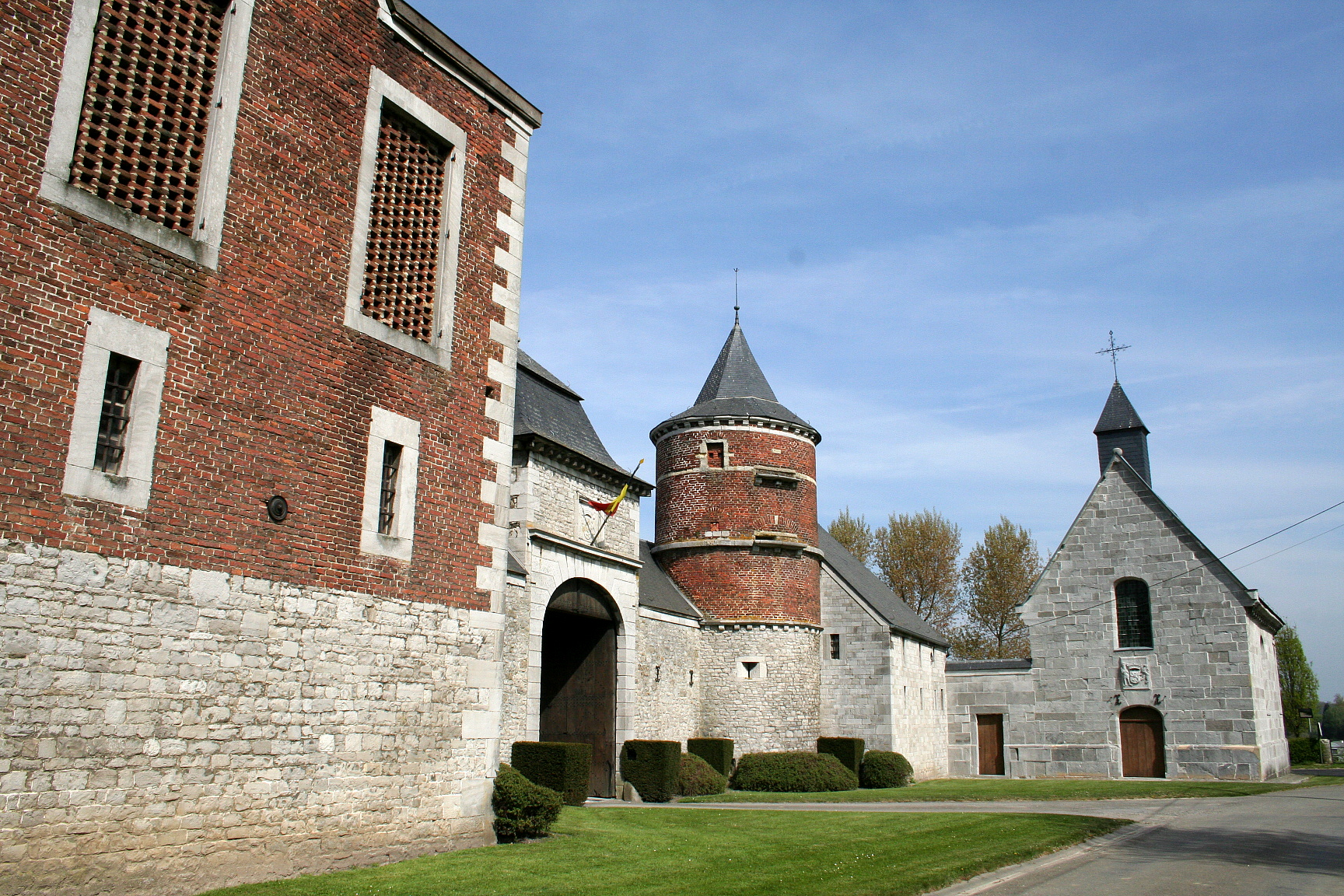
Le portail avec la chapelle au fond à droite.

L'entrée est flanquée de deux grosses tours circulaires. L'ensemble est composé de deux cours séparées; d'un château avec corps de logis et galerie toscanne, d’une ferme à deux granges, d'une tour-porche en calcaire, percée d’un portail en anse de panier, qui donne accès à la cour principale et d'une chapelle qui contient le mausolée et les restes de Charles-Nicolas d’Oultremont, prince-évêque de Liège de 1763 à 1771, sauvés des ruines de la cathédrale Notre-Dame-et-Saint-Lambert de Liège par la famille lors de la révolution et déplacés en 1806 à cet endroit.  
Le mausolée représente, sur fond d'un perron, symbole de la justice du prince-évêque de Liège, la figure allégorique de la douleur, essuyant ses larmes de la main droite, tandis que la main gauche s’appuie sur un médaillon représentant le prince-évêque.

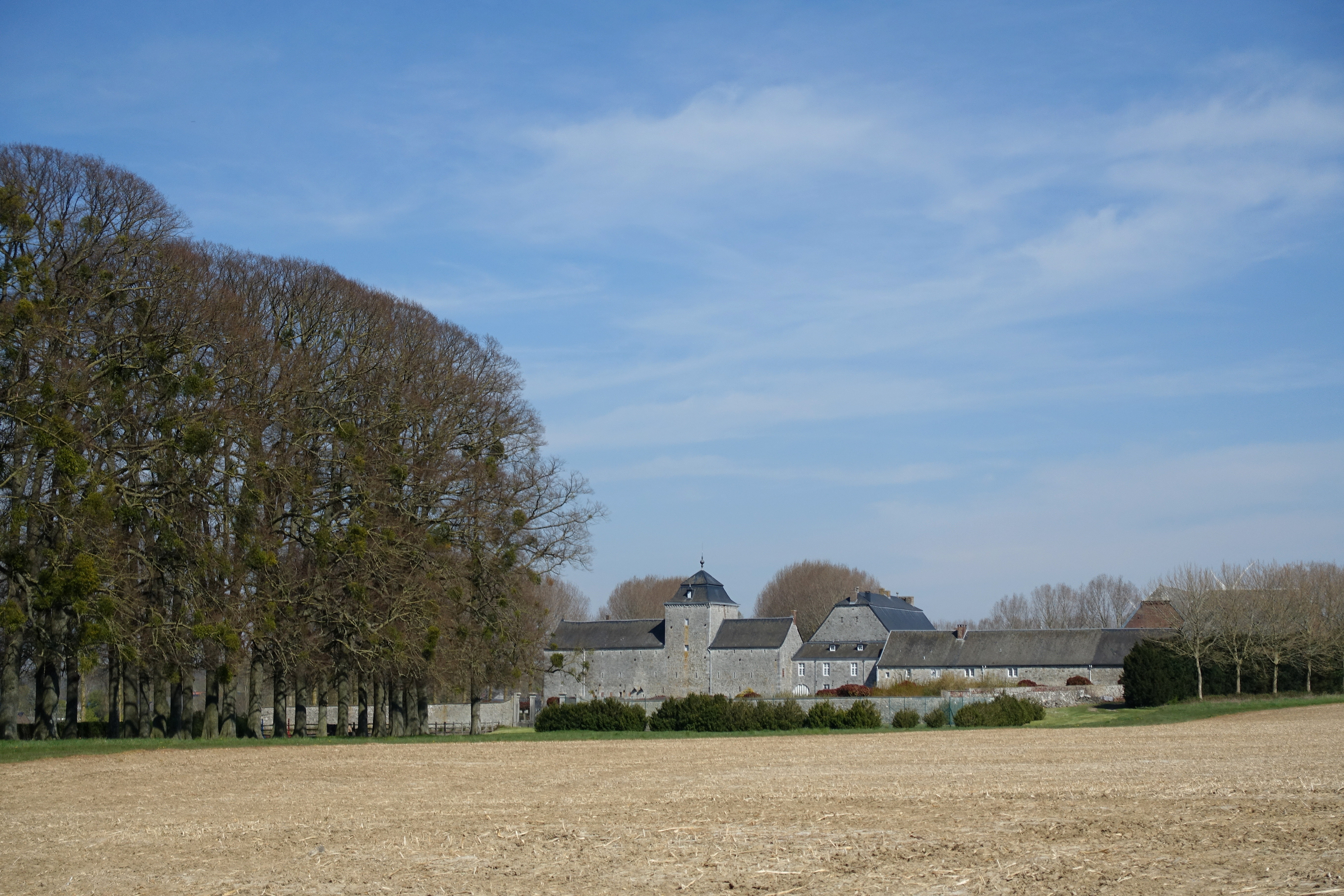